# Natalia Kouznetsova
Natalia Viktorovna Kouznetsova (en russe : Наталья Викторовна Кузнецова) est une ancienne joueuse de volley-ball russe née le 9 mars 1985. Elle mesure 1,82 m et jouait au poste de libero. 

## Clubs
| Club                 | De        | À         |
| -------------------- | --------- | --------- |
| Samorodok Khabarovsk | 2007-2008 | 2009-2010 |
| Ouralotchka NTMK     | 2010-2011 | 2010-2011 |
| Avtodor-Metar        | 2011-2012 | 2012-2013 |